# 渡辺滉
渡辺 滉（わたなべ ひろし、1930年1月20日 - 2021年6月8日）は、日本の実業家。三和銀行頭取や三菱東京UFJ銀行名誉顧問のほか、全国銀行協会連合会副会長、経済同友会副代表幹事等の公職も務めた。1993年藍綬褒章受章。

## 来歴
東京・赤羽出身。渡辺幸吉（中央大学名誉教授）は父。旧制第二東京市立中学校（東京都立上野高等学校の前身）を経て、旧制東京商科大学（一橋大学の前身）に入学。渡辺文雄（俳優）は旧制中学の同級生。大学時代は弓道部に所属。またキリスト教青年会にも参加。大学同期の伊藤助成（元日本生命社長）と親しい関係であった。
1953年に大学を卒業し、三和銀行入行。入行後は、丸善石油（現コスモ石油）や岩井産業（現双日）への出向を経て、営業本部第二部長、融資部長、営業本部長等、国内営業部門を歩み、1988年に川勝堅二の後任として、頭取に就任した。頭取として、証券部門、国際部門、情報部門の重点化、首都圏への進出などをすすめ、1993年3月期決算及び1994年3月期決算で業務純益、経常利益、当期利のすべてで都市銀行トップを実現した。1994年に頭取任期6年の内規にしたがい、頭取を退任し代表取締役会長に就任（後任には、佐伯尚孝が就任）。頭取在任中は東京都渋谷区松涛の自宅と、兵庫県西宮市仁川町の川勝会長から引き継いだ頭取用社宅の往復生活を送った。
2021年6月8日死去。91歳没。

## 人物
趣味はスポーツと音楽。
クラシックではバッハやモーツァルトを好み、カラオケでは「風雪ながれ旅」や「奥飛騨慕情」が持ち歌。
またスポーツは野球、水泳、ヨット、弓道、ゴルフを行い、特に野球については、南海ホークス監督を務めた鶴岡一人と親しく鶴岡の依頼を受け日本少年野球連盟の初代名誉会長を務めたほか、阪急ブレーブスのオリックスへの球団売却の際には、仲介役を務めた。

## 略歴
- 1953年 旧制東京商科大学（一橋大学の前身）卒業、株式会社三和銀行入行
- 1978年 株式会社三和銀行 取締役
- 1981年1月 株式会社三和銀行 常務取締役営業本部長
- 1983年10月 株式会社三和銀行 専務取締役
- 1987年1月 株式会社三和銀行 副頭取
- 1988年6月 株式会社三和銀行 頭取
- 1994年 株式会社三和銀行 代表取締役会長
- 1999年6月 株式会社三和銀行 相談役
- 2001年5月 財団法人産業経理協会会長[11]
- 2002年1月 株式会社UFJ銀行名誉顧問
- 2006年1月 株式会社三菱東京UFJ銀行名誉顧問
  - このほか1988年12月 日本銀行参与就任[12]、1990年4月及び1993年4月大阪銀行協会会長就任[13]、1990年4月全国銀行協会連合会副会長就任[14]、1995年2月積水化学工業取締役就任、1995年12月総理府国土開発幹線自動車道建設審議会委員就任、1996年3月積水ハウス取締役就任、1997年5月関西経済連合会副会長就任、2000年日本少年野球連盟会長就任、2006年9月東京都北区立赤羽小学校創立百三十周年記念事業協賛会顧問就任。また、財団法人日本ホスピス・緩和ケア研究振興財団会長、財団法人ロームミュージックファンデーション常務理事、財団法人朝日新聞文化財団監事等も務めた。

## 論文等
- 「帰国座談会 (日中経済協会の事業ご紹介--1999年度日中経済協会訪中代表団の派遣)」日中経協ジャーナル. (通号 71) [1999.11]
- 「シリーズ 経済同友会・若手による勉強会から(5)渡辺滉三和銀行前会長を囲んで--日本の教育改革と企業の役割とは?」財界. 47(15) (通号 1190) [1999.07.13]
- 「教育改革のために (特集/中央教育審議会第二次答申)」大学と学生. (通号 389) [1997.09]
- 「座談会 (特集 新世紀ニッポンのゆくえ(10)わが国の教育改革に企業は何ができるか～提言「『学働遊合(がくどうゆうごう)』のすすめ」をめぐって) 」経済同友. (通号 580) [1997.05]
- 「私は「情報のビジネス化」で勝負する」Will. 7(10) [1988.10]